# Stuart (Virgínia)
Stuart és una població dels Estats Units a l'estat de Virgínia. Segons el cens del 2000 tenia 961 habitants.

## Demografia
Segons el cens del 2000, Stuart tenia 961 habitants, 449 habitatges, i 246 famílies. La densitat de població era de 501,4 habitants per km².
Dels 449 habitatges en un 25,8% hi vivien nens de menys de 18 anys, en un 35,9% hi vivien parelles casades, en un 14,7% dones solteres, i en un 45% no eren unitats familiars. En el 42,1% dels habitatges hi vivien persones soles el 19,8% de les quals corresponia a persones de 65 anys o més que vivien soles. El nombre mitjà de persones vivint en cada habitatge era de 2,09 i el nombre mitjà de persones que vivien en cada família era de 2,85.
Per edats la població es repartia de la següent manera: un 22,4% tenia menys de 18 anys, un 9,3% entre 18 i 24, un 25,6% entre 25 i 44, un 23% de 45 a 60 i un 19,8% 65 anys o més.
L'edat mediana era de 40 anys. Per cada 100 dones de 18 o més anys hi havia 82,8 homes.
La renda mediana per habitatge era de 20.192 $ i la renda mediana per família de 35.000 $. Els homes tenien una renda mediana de 29.375 $ mentre que les dones 19.938 $. La renda per capita de la població era de 16.265 $. Entorn del 21,3% de les famílies i el 24,1% de la població estaven per davall del llindar de pobresa.